# Sarah Where Is My Tea
Sarah Where Is My Tea ist eine 2008 gegründete Metalcore-Band aus der russischen Stadt Brjansk. Die Gruppe besteht aus Anatoli Borissow (Gesang), Sergei Nowikow (Gitarre), Jewgeni Leutin (Gitarre), Igor Starostin (Bass) und Kirill Ajujew (Schlagzeug).

## Geschichte
Die Gruppe wurde 2008 in der russischen Stadt Brjansk gegründet und besteht aus den fünf Musikern Anatoli Borissow, Sergei Nowikow, Jewgeni Leutin, Igor Starostin und Kirill Ajujew. Ihre erste EP wurde 2009 veröffentlicht und trägt den Titel Sarah Where Is My Tea.
Sarah Where Is My Tea stehen bei Fono Ltd. unter Vertrag, der die Veröffentlichungen der Gruppe in Russland vertreibt. Die Alben werden außerdem von Stand and Deliver Records in den USA verkauft. Von Oktober bis November startete die Band eine Europa-Tour. Gemeinsam mit der Band Corpse for Breakfast aus Österreich war die Gruppe in Polen, Deutschland, den Niederlanden, Frankreich, der Schweiz, Italien, Österreich und der Tschechischen Republik zu sehen. Der Name der Tour war Sick As Fuck European Tour. In Zürich spielte die Band mit der amerikanischen Deathcore-Band Texas in July und der italienischen Post-Hardcore-/Metalcore-Gruppe Tasters.
Die Gruppe veröffentlichte bisher eine EP und zwei Alben. Die EP Sarah Where Is My Tea erschien 2009. Zwei Jahre später folgte mit Desolate das Debütalbum. Auf ihrer Desolate Tour spielte die Gruppe Konzerte in Russland, Belarus und in der Ukraine. Der Musikstil der Gruppe ist vergleichbar mit der Musik der Gruppen My Autumn und Change of Loyality. Das Album wurde unter anderem vom US-amerikanischen Webmagazin The New Review kritisiert.
2012 spielte die Gruppe in Finnland. Im März war die Gruppe Vorband für Deez Nuts. Am 25. Mai 2012 folgte ein Auftritt in München mit His Statue Falls und All Faces Down. Das Jahr 2013 verbrachten die Musiker im Studio, um an dem zweiten Album zu arbeiten. Es trägt den Titel Love & Honor und wurde am 11. September 2013 in Eigenregie zunächst digital veröffentlicht und als Stream auf Youtube hochgeladen. Eine Veröffentlichung als Tonträger ist geplant.
Die Gruppe wird von Attention Whore Clothing und EMOTIVE talent booking unterstützt.

## Diskografie

### EPs
- 2009: Sarah Where Is My Tea

### Alben
- 2011: Desolate (Fono Ltd./Stand And Deliver Records)
- 2013: Love & Honor (Eigenproduktion)

### Singles
- 2010: Kind and Beautiful
- 2012: UNK
- 2012: We Burn in Love
- 2013: The Canvas

## Videos
- This Is Not Twilight
- Empty Promises
- Mistakes
- Born to Die (Lana Dei Rey Cover)
- The Canvas
- The Idols Inside Us